# Saison 2021-2022 des Suns de Phoenix
La saison 2021-2022 des Suns de Phoenix est la 54e saison de la franchise en National Basketball Association (NBA).
Le 20 août 2021, la ligue annonce que la saison régulière démarre le 19 octobre 2021, avec un format typique de 82 matchs.
Les Suns entament la saison régulière en tant que champions en titre de la conférence Ouest et finaliste des Finales NBA 2021. L'effectif reste sur une continuité par rapport à la saison précédente, Chris Paul et Devin Booker sont nommés au NBA All-Star Game 2022. Le 24 mars, avec une victoire sur les Nuggets de Denver, les Suns de Phoenix ont obtenu la première place de la conférence Ouest et meilleur bilan de la ligue pour la première fois depuis 2005. Avec la 63e victoire des Suns contre les Lakers de Los Angeles le 5 avril, les Suns ont établi un record de franchise pour le plus grand nombre de victoires sur une saison régulière. La performance de l'équipe a permis à Monty Williams de remporte le titre de NBA Coach of the Year.
Lors des playoffs, les Suns ont battu les Pelicans de La Nouvelle-Orléans en six matchs au premier tour. Les Suns ont ensuite affronté les Mavericks de Dallas en finale de conférence, où ils s'inclinent en sept matchs dont le dernier à domicile.

## Draft
| Tour | Choix | Joueur         | Poste | Nationalité | Provenance                       |
| ---- | ----- | -------------- | ----- | ----------- | -------------------------------- |
| 1    | 29    | Day'Ron Sharpe | C     | États-Unis  | Tar Heels de la Caroline du Nord |

## Matchs

### Summer League
| Summer League Total: 2-3 |

| Match | Date match | Équipe      | Score   | Meilleur marqueur      | Meilleur rebondeur  | Meilleur passeur       | Lieux                | Série |
| ----- | ---------- | ----------- | ------- | ---------------------- | ------------------- | ---------------------- | -------------------- | ----- |
| 1     | 8 août     | L.A. Lakers | D 72-73 | Jalen Smith (15)       | Jalen Smith (12)    | Mason, Smith (3)       | Thomas & Mack Center | 0 - 1 |
| 2     | 9 août     | Utah        | D 57-63 | Ty-Shon Alexander (16) | Jalen Smith (15)    | Cinq joueurs (2)       | Thomas & Mack Center | 0 - 2 |
| 3     | 12 août    | Denver      | V 90-84 | Jalen Smith (21)       | Jalen Smith (8)     | Jalen Smith (7)        | Thomas & Mack Center | 1 - 2 |
| 4     | 14 août    | Portland    | V 79-70 | Jalen Smith (17)       | Jalen Smith (12)    | Guðmundsson, Smith (5) | Cox Pavilion         | 2 - 2 |
| 5     | 16 août    | Cleveland   | D 85-88 | Kyle Alexander (18)    | Kyle Alexander (14) | Jalen Smith (4)        | Thomas & Mack Center | 2 - 3 |

### Pré-saison
| Pré-saison Total: 3-1 (Domicile : 2-0; Extérieur : 1-1) |

| Match | Date match | Équipe        | Score     | Meilleur marqueur  | Meilleur rebondeur | Meilleur passeur  | Lieux Spectateurs       | Série |
| ----- | ---------- | ------------- | --------- | ------------------ | ------------------ | ----------------- | ----------------------- | ----- |
| 1     | 4 octobre  | @ Sacramento  | D 106-117 | Landry Shamet (13) | Jalen Smith (11)   | Cameron Payne (7) | Golden 1 Center 0       | 0 - 1 |
| 2     | 6 octobre  | L.A. Lakers   | V 117-105 | Mikal Bridges (15) | Deandre Ayton (11) | Chris Paul (11)   | Footprint Center 12 434 | 1 - 1 |
| 3     | 10 octobre | @ L.A. Lakers | V 123-94  | Chris Paul (15)    | Trois joueurs (9)  | Cameron Payne (7) | Staples Center 13 844   | 2 - 1 |
| 4     | 13 octobre | Portland      | V 119-74  | Devin Booker (17)  | Deandre Ayton (11) | Elfrid Payton (9) | Footprint Center 9 772  | 3 - 1 |

### Saison régulière
| Saison régulière Total: 64-18 (Domicile : 32-9; Extérieur : 32-9) |

| Match | Date match | Équipe        | Score     | Meilleur marqueur  | Meilleur rebondeur | Meilleur passeur | Lieux Spectateurs       | Série |
| ----- | ---------- | ------------- | --------- | ------------------ | ------------------ | ---------------- | ----------------------- | ----- |
| 1     | 20 octobre | Denver        | D 98-110  | Mikal Bridges (16) | Crowder, McGee (8) | Chris Paul (10)  | Footprint Center 16 074 | 0 - 1 |
| 2     | 22 octobre | @ L.A. Lakers | V 115-105 | Chris Paul (23)    | Deandre Ayton (15) | Chris Paul (14)  | Staples Center 18 997   | 1 - 1 |
| 3     | 23 octobre | @ Portland    | D 105-134 | Devin Booker (21)  | Frank Kaminsky (5) | Chris Paul (11)  | Moda Center 18 558      | 1 - 2 |
| 4     | 27 octobre | Sacramento    | D 107-110 | Devin Booker (31)  | Deandre Ayton (21) | Devin Booker (8) | Footprint Center 14 678 | 1 - 3 |
| 5     | 30 octobre | Cleveland     | V 101-92  | Devin Booker (27)  | Deandre Ayton (12) | Chris Paul (10)  | Footprint Center 14 516 | 2 - 3 |

| Match | Date match  | Équipe              | Score     | Meilleur marqueur    | Meilleur rebondeur  | Meilleur passeur  | Lieux Spectateurs                 | Série  |
| ----- | ----------- | ------------------- | --------- | -------------------- | ------------------- | ----------------- | --------------------------------- | ------ |
| 6     | 2 novembre  | La Nouvelle-Orléans | V 112-110 | Mikal Bridges (22)   | Booker, Crowder (8) | Chris Paul (18)   | Footprint Center 14 323           | 3 - 3  |
| 7     | 4 novembre  | Houston             | V 123-111 | Devin Booker (27)    | Deandre Ayton (11)  | Chris Paul (13)   | Footprint Center 15 058           | 4 - 3  |
| 8     | 6 novembre  | Atlanta             | V 121-117 | Devin Booker (38)    | Jae Crowder (8)     | Chris Paul (13)   | Footprint Center 15 412           | 5 - 3  |
| 9     | 8 novembre  | @ Sacramento        | V 109-104 | Cameron Payne (24)   | Devin Booker (9)    | Devin Booker (6)  | Golden 1 Center 13 566            | 6 - 3  |
| 10    | 10 novembre | Portland            | V 119-109 | Frank Kaminsky (31)  | Booker, McGee (8)   | Chris Paul (7)    | Footprint Center 15 672           | 7 - 3  |
| 11    | 12 novembre | @ Memphis           | V 119-94  | Booker, Crowder (17) | Cameron Johnson (7) | Chris Paul (12)   | FedExForum 15 886                 | 8 - 3  |
| 12    | 14 novembre | @ Houston           | V 115-89  | Devin Booker (26)    | JaVale McGee (14)   | Devin Booker (6)  | Toyota Center 16 088              | 9 - 3  |
| 13    | 15 novembre | @ Minnesota         | V 99-96   | Devin Booker (29)    | Deandre Ayton (12)  | Chris Paul (8)    | Target Center 16 274              | 10 - 3 |
| 14    | 17 novembre | Dallas              | V 105-98  | Devin Booker (24)    | Deandre Ayton (13)  | Chris Paul (14)   | Footprint Center 14 838           | 11 - 3 |
| 15    | 19 novembre | Dallas              | V 112-104 | Booker, Bridges (19) | Deandre Ayton (17)  | Chris Paul (14)   | Footprint Center 17 071           | 12 - 3 |
| 16    | 21 novembre | Denver              | V 126-97  | Cameron Johnson (22) | Deandre Ayton (8)   | Chris Paul (10)   | Footprint Center 16 072           | 13 - 3 |
| 17    | 22 novembre | @ San Antonio       | V 115-111 | Devin Booker (23)    | Deandre Ayton (14)  | Landry Shamet (5) | AT&T Center 14 715                | 14 - 3 |
| 18    | 24 novembre | @ Cleveland         | V 120-115 | Devin Booker (35)    | JaVale McGee (12)   | Chris Paul (12)   | Rocket Mortgage FieldHouse 18 055 | 15 - 3 |
| 19    | 26 novembre | @ New York          | V 118-97  | Devin Booker (32)    | Deandre Ayton (13)  | Chris Paul (10)   | Madison Square Garden 19 812      | 16 - 3 |
| 20    | 27 novembre | @ Brooklyn          | V 113-107 | Devin Booker (30)    | JaVale McGee (10)   | Chris Paul (5)    | Barclays Center 18 071            | 17 - 3 |
| 21    | 30 novembre | Golden State        | V 104-96  | Deandre Ayton (24)   | Deandre Ayton (11)  | Chris Paul (11)   | Footprint Center 17 071           | 18 - 3 |

| Match | Date match  | Équipe          | Score          | Meilleur marqueur    | Meilleur rebondeur | Meilleur passeur  | Lieux Spectateurs       | Série  |
| ----- | ----------- | --------------- | -------------- | -------------------- | ------------------ | ----------------- | ----------------------- | ------ |
| 22    | 2 décembre  | Détroit         | V 114-103      | Johnson, Payne (19)  | Deandre Ayton (12) | Chris Paul (12)   | Footprint Center 16 081 | 19 - 3 |
| 23    | 3 décembre  | @ Golden State  | D 96-118       | Deandre Ayton (23)   | JaVale McGee (7)   | Chris Paul (8)    | Chase Center 18 064     | 19 - 4 |
| 24    | 6 décembre  | San Antonio     | V 108-104      | Chris Paul (21)      | Ayton, Bridges (9) | Chris Paul (10)   | Footprint Center 15 292 | 20 - 4 |
| 25    | 10 décembre | Boston          | V 111-90       | JaVale McGee (21)    | JaVale McGee (15)  | Chris Paul (12)   | Footprint Center 17 071 | 21 - 4 |
| 26    | 13 décembre | @ L.A. Clippers | D 95-111       | Cameron Johnson (17) | JaVale McGee (13)  | Chris Paul (8)    | Staples Center 17 909   | 21 - 5 |
| 27    | 14 décembre | @ Portland      | V 111-107 (OT) | Deandre Ayton (28)   | Deandre Ayton (13) | Chris Paul (14)   | Moda Center 16 184      | 22 - 5 |
| 28    | 16 décembre | Washington      | V 118-98       | JaVale McGee (17)    | Deandre Ayton (10) | Chris Paul (6)    | Footprint Center 16 177 | 23 - 5 |
| 29    | 19 décembre | Charlotte       | V 137-106      | JaVale McGee (19)    | Deandre Ayton (15) | Chris Paul (9)    | Footprint Center 17 071 | 24 - 5 |
| 30    | 21 décembre | @ L.A. Lakers   | V 108-90       | Devin Booker (24)    | Deandre Ayton (11) | Chris Paul (9)    | Staples Center 18 997   | 25 - 5 |
| 31    | 23 décembre | Oklahoma City   | V 113-101      | Devin Booker (30)    | Deandre Ayton (12) | Booker, Paul (7)  | Footprint Center 17 071 | 26 - 5 |
| 32    | 25 décembre | Golden State    | D 107-116      | Chris Paul (21)      | Ayton, McGee (7)   | Chris Paul (8)    | Footprint Center 17 071 | 26 - 6 |
| 33    | 27 décembre | Memphis         | D 113-114      | Devin Booker (30)    | Jalen Smith (9)    | Chris Paul (13)   | Footprint Center 17 071 | 26 - 7 |
| 34    | 29 décembre | Oklahoma City   | V 115-97       | Devin Booker (38)    | Jalen Smith (14)   | Cameron Payne (7) | Footprint Center 17 071 | 27 - 7 |
| 35    | 31 décembre | @ Boston        | D 108-123      | Devin Booker (22)    | Jalen Smith (7)    | Chris Paul (8)    | TD Garden 19 156        | 27 - 8 |

| Match | Date match | Équipe                | Score     | Meilleur marqueur    | Meilleur rebondeur   | Meilleur passeur | Lieux Spectateurs               | Série  |
| ----- | ---------- | --------------------- | --------- | -------------------- | -------------------- | ---------------- | ------------------------------- | ------ |
| 36    | 2 janvier  | @ Charlotte           | V 133-99  | Devin Booker (24)    | Jalen Smith (12)     | Chris Paul (16)  | Spectrum Center 19 088          | 28 - 8 |
| 37    | 4 janvier  | @ La Nouvelle-Orléans | V 123-110 | Devin Booker (33)    | Devin Booker (9)     | Chris Paul (15)  | Smoothie King Center 15 158     | 29 - 8 |
| 38    | 6 janvier  | L.A. Clippers         | V 106-89  | Cameron Johnson (24) | Jalen Smith (14)     | Chris Paul (10)  | Footprint Center 17 071         | 30 - 8 |
| 39    | 8 janvier  | Miami                 | D 100-123 | Devin Booker (26)    | Deandre Ayton (8)    | Chris Paul (7)   | Footprint Center 17 071         | 30 - 9 |
| 40    | 11 janvier | @ Toronto             | V 99-95   | Jae Crowder (19)     | Deandre Ayton (9)    | Chris Paul (12)  | Scotiabank Arena 0              | 31 - 9 |
| 41    | 14 janvier | @ Indiana             | V 112-94  | Devin Booker (35)    | Ayton, Smith (12)    | Chris Paul (9)   | Gainbridge Fieldhouse 14 019    | 32 - 9 |
| 42    | 16 janvier | @ Détroit             | V 135-108 | Devin Booker (30)    | Jae Crowder (11)     | Chris Paul (6)   | Little Caesars Arena 18 178     | 33 - 9 |
| 43    | 17 janvier | @ San Antonio         | V 121-107 | Devin Booker (48)    | Bismack Biyombo (14) | Chris Paul (12)  | AT&T Center 10 422              | 34 - 9 |
| 44    | 20 janvier | @ Dallas              | V 109-101 | Devin Booker (28)    | Mikal Bridges (8)    | Chris Paul (11)  | American Airlines Center 19 584 | 35 - 9 |
| 45    | 22 janvier | Indiana               | V 113-103 | Mikal Bridges (23)   | Bismack Biyombo (13) | Chris Paul (16)  | Footprint Center 17 071         | 36 - 9 |
| 46    | 24 janvier | Utah                  | V 115-109 | Devin Booker (33)    | Bismack Biyombo (13) | Chris Paul (14)  | Footprint Center 17 071         | 37 - 9 |
| 47    | 26 janvier | @ Utah                | V 105-97  | Devin Booker (43)    | Devin Booker (12)    | Chris Paul (5)   | Vivint Smart Home Arena 18 306  | 38 - 9 |
| 48    | 28 janvier | Minnesota             | V 134-124 | Devin Booker (29)    | Bismack Biyombo (12) | Chris Paul (14)  | Footprint Center 17 071         | 39 - 9 |
| 49    | 30 janvier | San Antonio           | V 115-110 | Devin Booker (28)    | Bismack Biyombo (11) | Chris Paul (19)  | Footprint Center 17 071         | 40 - 9 |

| Match                  | Date match  | Équipe              | Score     | Meilleur marqueur  | Meilleur rebondeur   | Meilleur passeur  | Lieux Spectateurs         | Série   |
| ---------------------- | ----------- | ------------------- | --------- | ------------------ | -------------------- | ----------------- | ------------------------- | ------- |
| 50                     | 1er février | Brooklyn            | V 121-111 | Devin Booker (35)  | Mikal Bridges (8)    | Chris Paul (14)   | Footprint Center 17 071   | 41 - 9  |
| 51                     | 3 février   | @ Atlanta           | D 115-124 | Devin Booker (32)  | Deandre Ayton (9)    | Chris Paul (12)   | State Farm Arena 16 958   | 41 - 10 |
| 52                     | 5 février   | @ Washington        | V 95-80   | Deandre Ayton (20) | Deandre Ayton (16)   | Chris Paul (9)    | Capital One Arena 18 058  | 42 - 10 |
| 53                     | 7 février   | @ Chicago           | V 127-124 | Devin Booker (38)  | Jae Crowder (10)     | Chris Paul (11)   | United Center 20 615      | 43 - 10 |
| 54                     | 8 février   | @ Philadelphie      | V 114-109 | Devin Booker (35)  | Jae Crowder (14)     | Chris Paul (12)   | Wells Fargo Center 20 720 | 44 - 10 |
| 55                     | 10 février  | Milwaukee           | V 131-107 | Deandre Ayton (27) | Crowder, Johnson (8) | Chris Paul (19)   | Footprint Center 17 071   | 45 - 10 |
| 56                     | 12 février  | Orlando             | V 132-105 | Devin Booker (26)  | Deandre Ayton (10)   | Chris Paul (15)   | Footprint Center 17 071   | 46 - 10 |
| 57                     | 15 février  | L.A. Clippers       | V 103-96  | Devin Booker (26)  | Deandre Ayton (12)   | Chris Paul (14)   | Footprint Center 17 071   | 47 - 10 |
| 58                     | 16 février  | Houston             | V 124-121 | Devin Booker (24)  | Deandre Ayton (9)    | Devin Booker (8)  | Footprint Center 17 071   | 48 - 10 |
| NBA All-Star Game 2022 |             |                     |           |                    |                      |                   |                           |         |
| 59                     | 24 février  | @ Oklahoma City     | V 124-104 | Devin Booker (25)  | Ayton, McGee (8)     | Devin Booker (12) | Paycom Center 14 176      | 49 - 10 |
| 60                     | 25 février  | La Nouvelle-Orléans | D 102-117 | Devin Booker (30)  | Torrey Craig (11)    | Mikal Bridges (6) | Footprint Center 17 071   | 49 - 11 |
| 61                     | 27 février  | Utah                | D 114-118 | Devin Booker (30)  | Trois joueurs (7)    | Devin Booker (7)  | Footprint Center 17 071   | 49 - 12 |

| Match | Date match | Équipe                | Score          | Meilleur marqueur    | Meilleur rebondeur | Meilleur passeur   | Lieux Spectateurs           | Série   |
| ----- | ---------- | --------------------- | -------------- | -------------------- | ------------------ | ------------------ | --------------------------- | ------- |
| 62    | 2 mars     | Portland              | V 120-90       | Cameron Johnson (20) | JaVale McGee (9)   | Aaron Holiday (9)  | Footprint Center 17 071     | 50 - 12 |
| 63    | 4 mars     | New York              | V 115-114      | Cameron Johnson (38) | Jae Crowder (7)    | Cameron Payne (16) | Footprint Center 17 071     | 51 - 12 |
| 64    | 6 mars     | @ Milwaukee           | D 122-132      | Deandre Ayton (30)   | Deandre Ayton (8)  | Cameron Payne (8)  | Fiserv Forum 17 495         | 51 - 13 |
| 65    | 8 mars     | @ Orlando             | V 102-99       | Deandre Ayton (21)   | Deandre Ayton (19) | Cameron Payne (12) | Amway Center 14 024         | 52 - 13 |
| 66    | 9 mars     | @ Miami               | V 111-90       | Devin Booker (23)    | JaVale McGee (15)  | Cameron Payne (10) | FTX Arena 19 600            | 53 - 13 |
| 67    | 11 mars    | Toronto               | D 112-117      | Cameron Payne (24)   | JaVale McGee (8)   | Devin Booker (7)   | Footprint Center 17 071     | 53 - 14 |
| 68    | 13 mars    | L.A. Lakers           | V 140-111      | Devin Booker (30)    | Deandre Ayton (16) | Cameron Payne (11) | Footprint Center 17 071     | 54 - 14 |
| 69    | 15 mars    | @ La Nouvelle-Orléans | V 131-115      | Devin Booker (27)    | Holiday, McGee (6) | Booker, Payne (8)  | Smoothie King Center 16 789 | 55 - 14 |
| 70    | 16 mars    | @ Houston             | V 129-112      | Devin Booker (36)    | Torrey Craig (14)  | Cameron Payne (11) | Toyota Center 18 055        | 56 - 14 |
| 71    | 18 mars    | Chicago               | V 129-102      | Devin Booker (28)    | Deandre Ayton (12) | Cameron Payne (7)  | Footprint Center 17 071     | 57 - 14 |
| 72    | 20 mars    | @ Sacramento          | V 127-124 (OT) | Devin Booker (31)    | Ayton, Craig (10)  | Aaron Holiday (7)  | Golden 1 Center 17 583      | 58 - 14 |
| 73    | 23 mars    | @ Minnesota           | V 125-116      | Deandre Ayton (35)   | Deandre Ayton (14) | Cameron Payne (9)  | Target Center 17 136        | 59 - 14 |
| 74    | 24 mars    | @ Denver              | V 140-130      | Devin Booker (49)    | Deandre Ayton (7)  | Chris Paul (13)    | Ball Arena 19 520           | 60 - 14 |
| 75    | 27 mars    | Philadelphie          | V 114-104      | Devin Booker (35)    | Deandre Ayton (12) | Chris Paul (14)    | Footprint Center 17 071     | 61 - 14 |
| 76    | 30 mars    | @ Golden State        | V 107-103      | Booker, Bridges (22) | Deandre Ayton (16) | Chris Paul (8)     | Chase Center 18 064         | 62 - 14 |

| Match | Date match | Équipe          | Score     | Meilleur marqueur      | Meilleur rebondeur   | Meilleur passeur  | Lieux Spectateurs              | Série   |
| ----- | ---------- | --------------- | --------- | ---------------------- | -------------------- | ----------------- | ------------------------------ | ------- |
| 77    | 1er avril  | @ Memphis       | D 114-122 | Devin Booker (41)      | Ayton, McGee (12)    | Chris Paul (11)   | FedExForum 17 794              | 62 - 15 |
| 78    | 3 avril    | @ Oklahoma City | D 96-117  | Mikal Bridges (18)     | Landry Shamet (7)    | Chris Paul (9)    | Paycom Center 17 078           | 62 - 16 |
| 79    | 5 avril    | L.A. Lakers     | V 121-110 | Devin Booker (32)      | Deandre Ayton (13)   | Chris Paul (12)   | Footprint Center 17 071        | 63 - 16 |
| 80    | 6 avril    | @ L.A. Clippers | D 109-113 | Ishmail Wainright (20) | Bismack Biyombo (12) | Aaron Holiday (7) | Crypto.com Arena 19 068        | 63 - 17 |
| 81    | 8 avril    | @ Utah          | V 111-105 | Devin Booker (33)      | Deandre Ayton (10)   | Chris Paul (16)   | Vivint Smart Home Arena 18 306 | 64 - 17 |
| 82    | 10 avril   | Sacramento      | D 109-116 | Landry Shamet (27)     | JaVale McGee (13)    | Trois joueurs (5) | Footprint Center 17 071        | 64 - 18 |

### Playoffs
| Playoffs Total: 7-6 (Domicile : 5-2; Extérieur : 2-4) |

| Match | Date match | Équipe                | Score     | Meilleur marqueur  | Meilleur rebondeur | Meilleur passeur | Lieux Spectateurs           | Série |
| ----- | ---------- | --------------------- | --------- | ------------------ | ------------------ | ---------------- | --------------------------- | ----- |
| 1     | 17 avril   | La Nouvelle-Orléans   | V 110-99  | Chris Paul (30)    | Deandre Ayton (9)  | Chris Paul (10)  | Footprint Center 17 071     | 1 - 0 |
| 2     | 19 avril   | La Nouvelle-Orléans   | D 114-125 | Devin Booker (31)  | Deandre Ayton (9)  | Chris Paul (14)  | Footprint Center 17 071     | 1 - 1 |
| 3     | 22 avril   | @ La Nouvelle-Orléans | V 114-111 | Deandre Ayton (28) | Deandre Ayton (17) | Chris Paul (14)  | Smoothie King Center 18 962 | 2 - 1 |
| 4     | 24 avril   | @ La Nouvelle-Orléans | D 103-118 | Deandre Ayton (23) | Deandre Ayton (8)  | Chris Paul (11)  | Smoothie King Center 18 962 | 2 - 2 |
| 5     | 26 avril   | La Nouvelle-Orléans   | V 112-97  | Mikal Bridges (31) | Ayton, Johnson (9) | Chris Paul (11)  | Footprint Center 17 071     | 3 - 2 |
| 6     | 28 avril   | @ La Nouvelle-Orléans | V 115-109 | Chris Paul (33)    | Deandre Ayton (7)  | Chris Paul (8)   | Smoothie King Center 18 710 | 4 - 2 |

| Match | Date match | Équipe   | Score     | Meilleur marqueur    | Meilleur rebondeur | Meilleur passeur  | Lieux Spectateurs               | Série |
| ----- | ---------- | -------- | --------- | -------------------- | ------------------ | ----------------- | ------------------------------- | ----- |
| 1     | 2 mai      | Dallas   | V 121-114 | Deandre Ayton (25)   | Devin Booker (9)   | Devin Booker (8)  | Footprint Center 17 071         | 1 - 0 |
| 2     | 4 mai      | Dallas   | V 129-109 | Devin Booker (30)    | Jae Crowder (7)    | Chris Paul (8)    | Footprint Center 17 071         | 2 - 0 |
| 3     | 6 mai      | @ Dallas | D 94-103  | Jae Crowder (19)     | Deandre Ayton (11) | Devin Booker (6)  | American Airlines Center 20 777 | 2 - 1 |
| 4     | 8 mai      | @ Dallas | D 101-111 | Devin Booker (35)    | Deandre Ayton (11) | Booker, Paul (7)  | American Airlines Center 20 610 | 2 - 2 |
| 5     | 10 mai     | Dallas   | V 110-80  | Devin Booker (28)    | Deandre Ayton (9)  | Chris Paul (10)   | Footprint Center 17 071         | 3 - 2 |
| 6     | 12 mai     | @ Dallas | D 86-113  | Deandre Ayton (21)   | Deandre Ayton (11) | Mikal Bridges (5) | American Airlines Center 20 777 | 3 - 3 |
| 7     | 15 mai     | Dallas   | D 90-123  | Cameron Johnson (12) | JaVale McGee (6)   | Chris Paul (4)    | Footprint Center 17 071         | 3 - 4 |

### Confrontations en saison régulière
| Conférence Est      | Conférence Est                            | Conférence Est                            | Conférence Ouest                          | Conférence Ouest                          | Conférence Ouest                          | Conférence Ouest                          | Conférence Ouest                          |
| Division Atlantique | Division Atlantique                       | Division Atlantique                       | Division Nord-Ouest                       | Division Nord-Ouest                       | Division Nord-Ouest                       | Division Nord-Ouest                       | Division Nord-Ouest                       |
| Équipe              | Domicile                                  | Extérieur                                 | Équipe                                    | Domicile                                  | Domicile                                  | Extérieur                                 | Extérieur                                 |
| ------------------- | ----------------------------------------- | ----------------------------------------- | ----------------------------------------- | ----------------------------------------- | ----------------------------------------- | ----------------------------------------- | ----------------------------------------- |
| Boston              | 111-90                                    | 108-123                                   | Denver                                    | 98-110                                    | 126-97                                    | 140-130                                   |                                           |
| Brooklyn            | 121-111                                   | 113-107                                   | Minnesota                                 | 134-124                                   |                                           | 99-96                                     | 125-116                                   |
| New York            | 115-114                                   | 118-97                                    | Oklahoma City                             | 113-101                                   | 115-97                                    | 124-104                                   | 96-117                                    |
| Philadelphie        | 114-104                                   | 114-109                                   | Portland                                  | 119-109                                   | 120-90                                    | 105-134                                   | 111-107 (OT)                              |
| Toronto             | 112-117                                   | 99-95                                     | Utah                                      | 115-109                                   | 114-118                                   | 105-97                                    | 111-105                                   |
|                     | 4-1                                       | 4-1                                       |                                           | 7-2                                       | 7-2                                       | 7-2                                       | 7-2                                       |
| Division            | 8-2                                       | 8-2                                       | Division                                  | 14-4                                      | 14-4                                      | 14-4                                      | 14-4                                      |
| Division Centrale   | Division Centrale                         | Division Centrale                         | Division Pacifique                        | Division Pacifique                        | Division Pacifique                        | Division Pacifique                        | Division Pacifique                        |
| Équipe              | Domicile                                  | Extérieur                                 | Équipe                                    | Domicile                                  | Domicile                                  | Extérieur                                 | Extérieur                                 |
| Chicago             | 129-122                                   | 127-124                                   | Golden State                              | 104-96                                    | 107-116                                   | 96-118                                    | 107-103                                   |
| Cleveland           | 101-92                                    | 120-115                                   | L.A. Clippers                             | 106-89                                    | 103-96                                    | 95-111                                    | 109-113                                   |
| Detroit             | 114-103                                   | 135-108                                   | L.A. Lakers                               | 140-111                                   | 121-110                                   | 115-105                                   | 108-90                                    |
| Indiana             | 113-103                                   | 112-94                                    |                                           |                                           |                                           |                                           |                                           |
| Milwaukee           | 131-107                                   | 122-132                                   | Sacramento                                | 107-110                                   | 109-116                                   | 109-104                                   | 127-124 (OT)                              |
|                     | 5-0                                       | 4-1                                       |                                           | 5-3                                       | 5-3                                       | 5-3                                       | 5-3                                       |
| Division            | 9-1                                       | 9-1                                       | Division                                  | 10-6                                      | 10-6                                      | 10-6                                      | 10-6                                      |
| Division Sud-Est    | Division Sud-Est                          | Division Sud-Est                          | Division Sud-Ouest                        | Division Sud-Ouest                        | Division Sud-Ouest                        | Division Sud-Ouest                        | Division Sud-Ouest                        |
| Équipe              | Domicile                                  | Extérieur                                 | Équipe                                    | Domicile                                  | Domicile                                  | Extérieur                                 | Extérieur                                 |
| Atlanta             | 121-117                                   | 115-124                                   | Dallas                                    | 105-98                                    | 112-104                                   | 109-101                                   |                                           |
| Charlotte           | 137-106                                   | 133-99                                    | Houston                                   | 123-111                                   | 124-121                                   | 115-89                                    | 129-112                                   |
| Miami               | 100-123                                   | 111-90                                    | Memphis                                   | 113-114                                   |                                           | 119-94                                    | 114-122                                   |
| Orlando             | 132-105                                   | 102-99                                    | New Orleans                               | 112-110                                   | 102-117                                   | 123-110                                   | 131-115                                   |
| Washington          | 118-98                                    | 95-80                                     | San Antonio                               | 108-104                                   | 115-110                                   | 115-111                                   | 121-107                                   |
|                     | 4-1                                       | 4-1                                       |                                           | 7-2                                       | 7-2                                       | 8-1                                       | 8-1                                       |
| Division            | 8-2                                       | 8-2                                       | Division                                  | 15-3                                      | 15-3                                      | 15-3                                      | 15-3                                      |
| Conférence          | 25-5 (Domicile : 13-2; Extérieur : 12-3)  | 25-5 (Domicile : 13-2; Extérieur : 12-3)  | Conférence                                | 39-13 (Domicile : 19-7; Extérieur : 20-6) | 39-13 (Domicile : 19-7; Extérieur : 20-6) | 39-13 (Domicile : 19-7; Extérieur : 20-6) | 39-13 (Domicile : 19-7; Extérieur : 20-6) |
| Total               | 64-18 (Domicile : 32-9; Extérieur : 32-9) | 64-18 (Domicile : 32-9; Extérieur : 32-9) | 64-18 (Domicile : 32-9; Extérieur : 32-9) | 64-18 (Domicile : 32-9; Extérieur : 32-9) | 64-18 (Domicile : 32-9; Extérieur : 32-9) | 64-18 (Domicile : 32-9; Extérieur : 32-9) | 64-18 (Domicile : 32-9; Extérieur : 32-9) |

## Classements
| Conférence Ouest | Conférence Ouest                    | Conférence Ouest | Conférence Ouest | Conférence Ouest | Conférence Ouest | Conférence Ouest | Conférence Ouest |
| No               | Franchise                           | Vic.             | Def.             | MJ               | V/D              | GB               |                  |
| ---------------- | ----------------------------------- | ---------------- | ---------------- | ---------------- | ---------------- | ---------------- | ---------------- |
| 1                | z - Suns de Phoenix                 | 64               | 18               | 82               | .780             | –                |                  |
| 2                | y - Grizzlies de Memphis            | 56               | 26               | 82               | .683             | 8                |                  |
| 3                | x - Warriors de Golden State        | 53               | 29               | 82               | .646             | 11               |                  |
| 4                | x - Mavericks de Dallas             | 52               | 30               | 82               | .634             | 12               |                  |
| 5                | y - Jazz de l'Utah                  | 49               | 33               | 82               | .598             | 15               |                  |
| 6                | x - Nuggets de Denver               | 48               | 34               | 82               | .585             | 16               |                  |
|                  |                                     |                  |                  |                  |                  |                  |                  |
| 7                | x - Timberwolves du Minnesota       | 46               | 36               | 82               | .561             | 18               |                  |
| 8                | pi - Clippers de Los Angeles        | 42               | 40               | 82               | .512             | 22               |                  |
| 9                | x - Pelicans de La Nouvelle-Orléans | 36               | 46               | 82               | .439             | 28               |                  |
| 10               | pi - Spurs de San Antonio           | 34               | 48               | 82               | .415             | 30               |                  |
|                  |                                     |                  |                  |                  |                  |                  |                  |
| 11               | o - Lakers de Los Angeles           | 33               | 49               | 82               | .402             | 31               |                  |
| 12               | o - Kings de Sacramento             | 30               | 52               | 82               | .366             | 34               |                  |
| 13               | o - Trail Blazers de Portland       | 27               | 55               | 82               | .329             | 37               |                  |
| 14               | o - Thunder d'Oklahoma City         | 24               | 58               | 82               | .293             | 40               |                  |
| 15               | o - Rockets de Houston              | 20               | 62               | 82               | .244             | 44               |                  |

| Division Pacifique           | V  | D  | MJ | V/D  | GB | Dom   | Ext   | Div  |
| ---------------------------- | -- | -- | -- | ---- | -- | ----- | ----- | ---- |
| z - Suns de Phoenix          | 64 | 18 | 82 | .780 | –  | 32–9  | 32–9  | 10–6 |
| x - Warriors de Golden State | 53 | 29 | 82 | .646 | 11 | 31–10 | 22–19 | 12–4 |
| o - Clippers de Los Angeles  | 42 | 40 | 82 | .512 | 22 | 25–16 | 17–24 | 9–7  |
| o - Lakers de Los Angeles    | 33 | 49 | 82 | .402 | 31 | 21–20 | 12–29 | 3–13 |
| o - Kings de Sacramento      | 30 | 52 | 82 | .366 | 34 | 16–25 | 14–27 | 6–10 |